# Залесе (гміна Шидлово)
Залесе (пол. Zalesie) — село в Польщі, у гміні Шидлово Млавського повіту Мазовецького воєводства.
Населення — 172 особи (2011).
У 1975-1998 роках село належало до Цехановського воєводства.

## Демографія
Демографічна структура станом на 31 березня 2011 року:
|          | Загалом | Допрацездатний вік | Працездатний вік | Постпрацездатний вік |
| -------- | ------- | ------------------ | ---------------- | -------------------- |
| Чоловіки | 81      | 24                 | 48               | 9                    |
| Жінки    | 91      | 27                 | 42               | 22                   |
| Разом    | 172     | 51                 | 90               | 31                   |